# Osiedle Wieża
Osiedle Wieża – osiedle mieszkaniowe w dzielnicy Włochy w Warszawie.

## Położenie i charakterystyka
Osiedle Wieża znajduje się w stołecznej dzielnicy Włochy, na obszarze Miejskiego Systemu Informacji Okęcie. Jest usytuowane między ulicami Radarową a Lechicką, w pobliżu terenów sportowych klubu Okęcie Warszawa. Budynki mieszczą się pod adresami: ul. Lechicka 1, 1A, 3, 3A, 3B, 5, 5A, 5B, 5C, 7, 9, 11, 13, 15 oraz ul. Radarowa 9, 11, 13, 15 i 17.
Osiedle zostało wybudowane w latach 1997–2000 według projektu pracowni Projekt Sp. z o.o. (próżniejsze Studio Architekt – Juliusz Marcinowski). Głównymi architektami byli Juliusz Marcinowski, Dorota Krawczak i Katarzyna Pawłowska. Projekt powstał w 1997. Wybudowano łącznie ponad 300 mieszkań i lokali usługowych na terenie o powierzchni ok. 34 tys. m¹. Zaplanowano także 200 miejsc w dwóch garażach podziemnych oraz miejsca postojowe naziemne. Inwestorem była powstała w 1995 roku spółdzielnia pracowników Przedsiębiorstwa Państwowego „Porty Lotnicze” o nazwie Spółdzielnia Budowlano-Mieszkaniowa „Radarowa”. Generalnym wykonawcą było przedsiębiorstwo Exbud Warszawa S.A. Użyto m.in. technologii dostarczanej przez Ytong.

## Architektura
Osiedle tworzy niewysoka zabudowa mieszkaniowa rozmieszczona na obrzeżach działki, która tworzy wewnętrzny dziedziniec z zielenią i przestrzeniami wspólnymi, uzupełniony wolnostojącymi budynkami. Wysokie, mansardowe dachy kryte są czerwoną, ceramiczną dachówką. Gzymsy są wydatne, występują także podcienie. Elewacje są mocno rozczłonkowane a balkony bogato udekorowane – występuje przenikanie się różnorodnych form architektonicznych, ale utrzymanych w spójnej stylistyce. Zespół mieszkaniowy jest ogrodzony. Po obu stronach głównego wjazdu umieszczono dwa niewielkie budynki. Niektóre budynki zwieńczone są wieżyczkami. Najbardziej wydatna i najwyższa z nich znajduje się na budynku z rozbudowanym portalem przy skrzyżowaniu Radarowej z Lechicką – ta część, przypominająca ratusz, pełni funkcje biurowe. Przez pewien czas mieścił się tu warszawski oddział Urzędu Dozoru Technicznego. Na osiedlu znajdują się także lokale handlowo-usługowe.
Osiedle zostało ujęte w książce Aleksandry Stępień-Dąbrowskiej „Jakby luksusowo. Przewodnik po architekturze Warszawy lat 90.”, nominowanej do Nagrody Architektonicznej Prezydenta m.st. Warszawy 2022, wśród 94 wyselekcjonowanych i opisanych obiektów w Warszawie, które najpełniej ukazują styl architektoniczny, trendy i różnorodność architektoniczną tego okresu w stolicy. Autorka architekturę nazwała wrażeniową a osiedle określiła jako współczesną wariacją na temat Kolonii Profesorskiej. Zwraca uwagę na „wyjątkową przestrzenność” osiedla i walory widokowe. Z kolei Anna Cymer znajduje nawiązania do zabudowy historycznej małych miast z dominującym nad całością ratuszem.